# Luis Ferré Aguayo
Luis Alberto Ferré Aguayo (Ponce, Puerto Rico, 17 de febrer de 1904 - San Juan, 21 d'octubre de 2003) fou un polític porto-riqueny, tercer Governador de l'Estat Lliure associat de Puerto Rico de 1969 a 1973 i fundador del Partit Nou Progressista, defensor de l'estatidat per Puerto Rico (convertir-se en un estat dels Estats Units d'Amèrica).

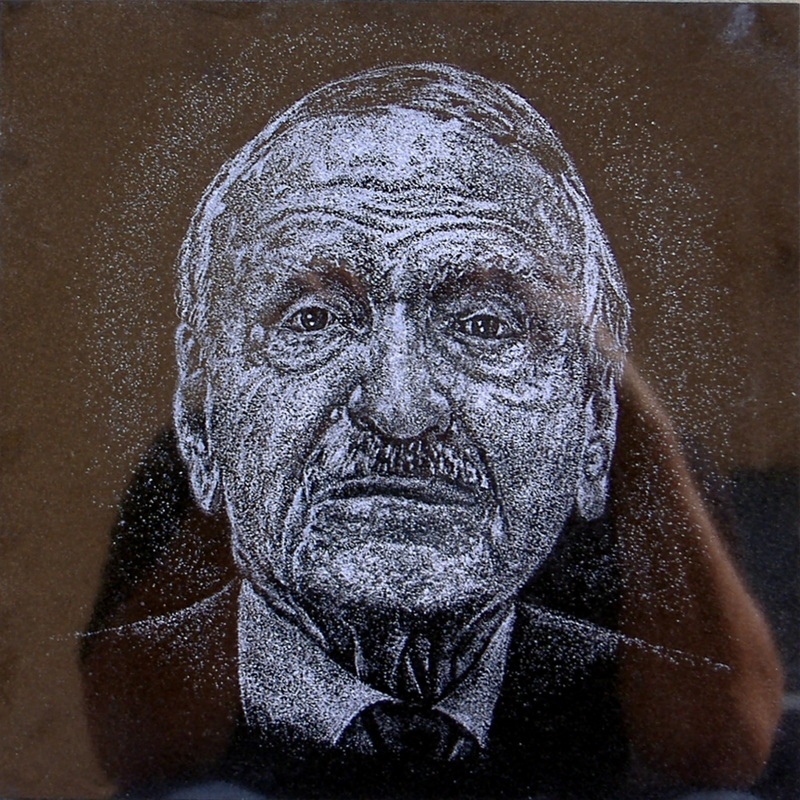
Retrat gravat a ma sobre granit negre, per l'artista Osvaldo Torres a Cruzacalles, Mayagüez, Puerto Rico.

## Biografia
Luis Alberto Ferré Aguayo va néixer en la ciutat de Ponce, Puerto Rico, el 17 de febrer de 1904. El seu avi Ferré era un enginyer francès que va estar implicat en la construcció del Canal de Panamà abans de fixar la seva residència dins Cuba. El seu pare, Antonio Ferré y Bacallao, va néixer a Cuba però va immigrar a Puerto Rico, on va fundar "Puerto Rico Iron Works" al barri Playa de Ponce, Puerto Rico. Dins Puerto Rico Antonio va conèixer Maria Aguayo Casals, cosina del violoncelista català Pau Casals, la mare del qual era porto-rinquenya, Pilar Defilló Amiguet. Antonio i Maria van tenir quatre fills, Luis, José, Carlos i Hermán Ferré, i dues filles, Rosario i Isolina Ferré Aguayo.
Va estudiar Enginyeria a l'Institut de Tecnologia de Massachusetts, obtenint la seva llicenciatura en 1924 i el grau de mestratge en 1925, i música al New England Conservatory of Music. Durant aquest temps, mentre vivia a Boston, Ferré va desenvolupar una admiració per l'estil democràtic americà.
Al seu retorn a Puerto Rico, Ferré va ajudar a transformar l'empresa del seu pare el que li va fer guanyar una fortuna. El 1948, va adquirir el diari "El Día" que més tard va rebatejar El Nuevo Día.

## Carrera política
Ferré esdevingué actiu en la política en el 1940s. Va concórrer a les eleccions per alcalde de Ponce el 1940 i Comissionat Resident de Puerto Rico el 1948.

### Cambra Representants
El 1948, fou elegit governador Luis Muñoz Marín amb qui va començar un moviment per adoptar la relació d'Estat Lliure Associat amb els Estats Units d'Amèrica. El 1951, un referèndum va ser realitzat per aprovar o no l'opció concedida pel Congrés dels Estats Units per redactar la primera constitució de Puerto Rico. Ferré s'abstinguè de participar en el procés donat el seu suport a l'estatidat. Va creure que el procés significaria "l'acceptació d'una colònia i condemnar les persones a una condició perpètua de ciutadania de segona classe". Però, Ferré, més tard, participaria en l'assemblea constitucional que redactaria la Constitució. El 1952 la Constitució de Puerto Rico va ser adoptada, creant l'Estat Lliure Associat de Puerto Rico (Commonwealth en anglès). Va ser un membre de l'Assemblea Constitucional. El mateix any, Ferré va ser elegit representant en la Cambra de Representants de Puerto Rico, amb el Partit Estatista Republicà i oficialment jurà el seu càrrec l'11 de gener de 1953.

### Governador i Senador

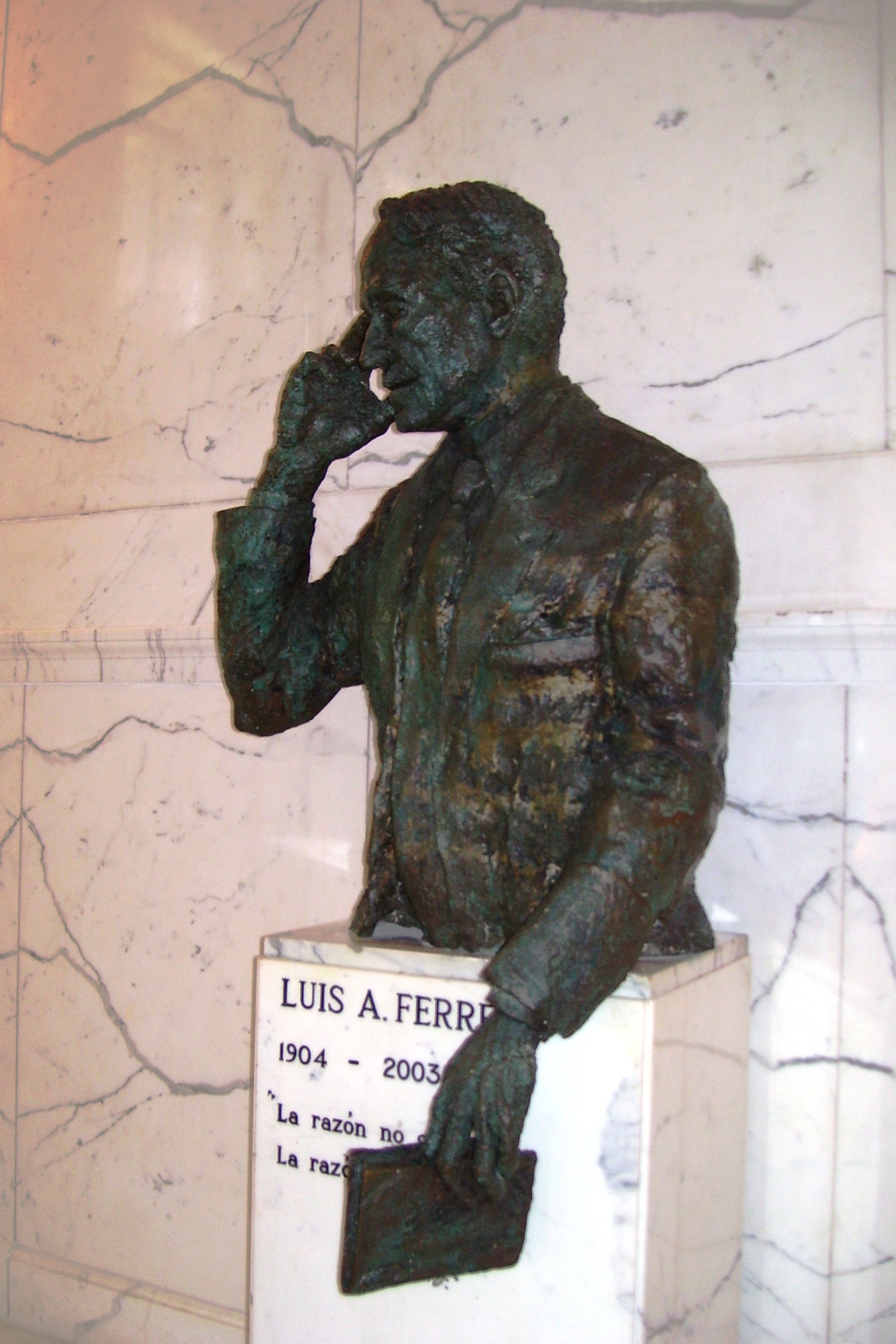
Escultura de Ferré dins el Capitoli de Puerto Rico

El 23 de juliol de 1967, un plebiscit va ser realitzat per decidir si el poble de Puerto Rico volia esdevenir una nació independent, un estat dels Estats Units d'Amèrica o continuar com a Estat Lliure Associat (Commonwealth) establerta des de 1952. La majoria de Porto-riquenys van optar per l'opció de l'Estat Lliure Associat. El desacord entre el partit a favor de l'estatidat dirigit per Miguel A. García Méndez va portar a Ferré i altres a fundar el Partit Nou Progressista o PNP.
En les següents eleccions generals en 1968 Ferré es va postular per a governador i va derrotar a Luis Negrón López, el candidat del Partit Popular Democràtic (PPD) per un petit marge, després de la divisió d'aquest amb la marxa del Governador Roberto Sanchez Vilella que va crear el Partit del Poble (Partido del Pueblo, PP) i es va presentar a les eleccions, posant fi al domini del PPD de Luis Muñoz Marín els darrers 20 anys.
En les eleccions de 1972 va perdre davant Rafael Hernández Colón del PPD. El PPD havia denunciat escàndols de corrupció produïts a l'administració de Ferré. També es va produir una vaga d'estudiants a la Universitat de Puerto Rico a Rio Piedras el 1971, neutralitzada amb la força per la policia de Puerto Rico. Rafael Hernández va jugar la carta de la joventut en la seva campanya. Aquests assumptes, juntament amb la reunificació del Partit del Poble i el PPD, van contribuir a fer que el PPD guanyès a Ferré en l'elecció.
Ferré va quedar actiu en política i el 1976, va ser elegit senador. Ferré va servir com el vuitè president del Senat de 1977 a 1981 i va continuar com a senador fins al 1985.
Anys després de deixar La Fortaleza, es va casar amb Tiody De Jesus, una infermera que més tard esdevendria metge.
Després de senador, Ferré va continuar actiu representant el Partit Republicà dels Estats Units en l'illa. Entre 1989 i 1991, Ferré va formar part, juntament amb el Governador anterior Carlos Romero Barceló, el representant anterior Benny Frankie Cerezo, el dirigent de PNP Kenneth McClintock i l'anterior membre del Congrés David Gerken, de la comissió del Partit Nou Progressista Nou per negociar amb el Congrés dels EUA la legislació de l'estatus polític de Puerto Rico introduïda pel senador J. Bennett Johnston.

## Home de renaixement

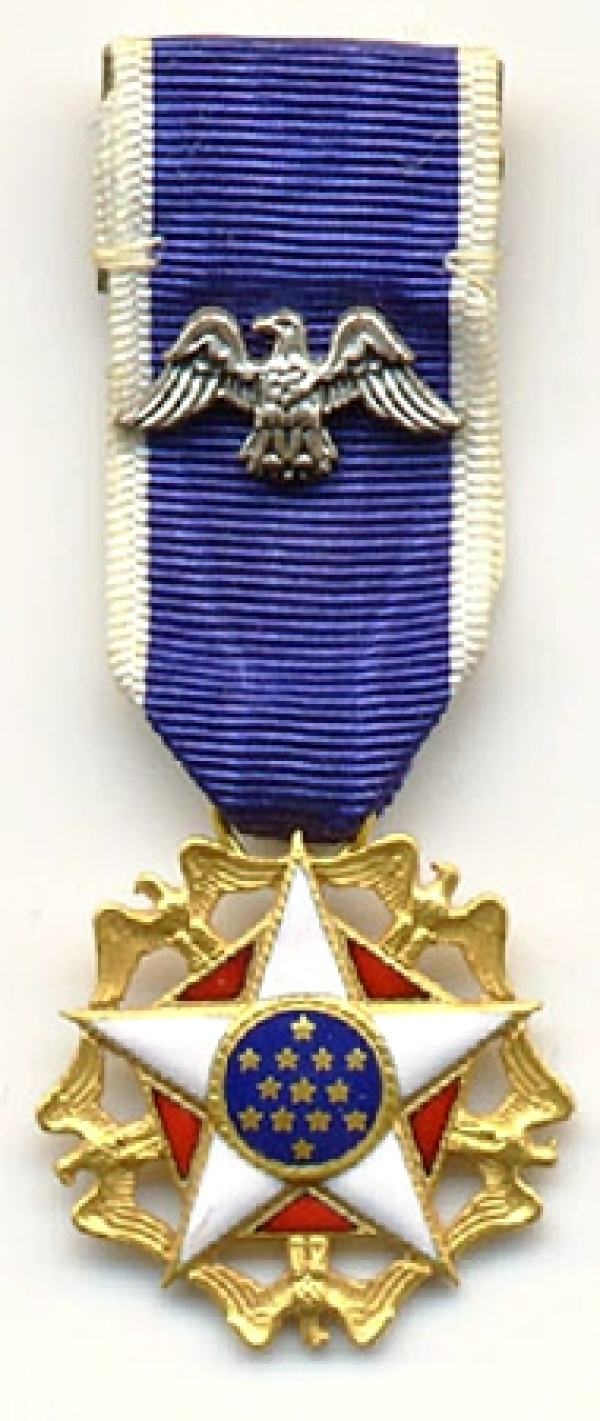
Ha rebut la Medalla Presidencial de la Llibertat, 1991

Ferré era també un pianista que va enregistrar diversos àlbums. El 3 de gener de 1959 va fundar el Museu d'Art de Ponce, a la seva ciutat de naixement. El museu inicialment va mostrar 71 pintures de la seva col·lecció personal i avui mostra més de 3.000 peces. Luis Ferré és conegut per haver-hi rescatat de l'oblit la pintura Flaming June, del pintor victorià Frederic Leighton, que va comprar el 1963 quan era considerada "passada de moda" i la va exposar al museu.
"El Centre de Belles Arts", el centre d'arts escèniques al barri de Santurce (San Juan, Puerto Rico), també porta el seu nom, així com la carretera principal que connecta Sant Juan i Ponce. També va col·laborar en la creació del Festival Casals i el Conservatori de Música de Puerto Rico. Va ser membre de la Fraternitat Fi Sigma Alfa. Com a esportista, Ferré va practicar l'esgrima, i és recordat anualment en el "Campionat Nacional d'Esgrima" a Puerto Rico. El 18 de novembre de 1991 li fou concedida la Medalla Presidencial de la Llibertat pel president George H. W. Bush.